# Beautiful you/Sennen koi uta
Beautiful you/Sennen koi uta (jap. Beautiful you/千年恋歌) – dwudziesty drugi singel południowokoreańskiego zespołu TVXQ, wydany w Japonii 23 kwietnia 2008 roku przez Rhythm Zone. Został wydany w czterech edycjach: limitowanej CD+DVD, regularnej CD, „Taiōshijinki version” i „Fan Club Members Only”. Osiągnął 1 pozycję w rankingu Oricon i pozostał na liście przez 47 tygodni, sprzedał się w nakładzie 121 771 egzemplarzy w Japonii i 9831 w Korei Południowej.
Piosenka tytułowa została wykorzystana w zakończeniu serialu Taiōshijinki (jap. 太王四神記). Singel zdobył status złotej płyty.

## Lista utworów

### CD
| CD | CD                                            | CD     | CD                                          | CD                                                          | CD      |
| Nr | Tytuł utworu                                  | Tekst  | Kompozycja                                  | Aranżacja                                                   | Długość |
| -- | --------------------------------------------- | ------ | ------------------------------------------- | ----------------------------------------------------------- | ------- |
| 1. | „Beautiful you”                               | H.U.B. | Steve Smith, Anthony Anderson, Joleen Belle | Steve Smith, Anthony Anderson, Joleen Belle, Shinjirō Inoue | 4:37    |
| 2. | „Sennen koi uta” (jap. 千年恋歌)              | H.U.B. | Joe Hisaishi                                | Maestro-T                                                   | 4:01    |
| 3. | „CLAP! -SOUL of SOUL remix-”                  | H.U.B. | Figge Boström                               | Shinjirō Inoue (remix)                                      | 3:10    |
| 4. | „Beautiful you” (Less Vocal)                  |        | Steve Smith, Anthony Anderson, Joleen Belle | Steve Smith, Anthony Anderson, Joleen Belle, Shinjirō Inoue | 4:37    |
| 5. | „Sennen koi uta” (jap. 千年恋歌) (Less Vocal) |        | Joe Hisaishi                                | Maestro-T                                                   | 4:01    |

### CD+DVD
| CD | CD                                            | CD     | CD                                          | CD                                                          | CD      |
| Nr | Tytuł utworu                                  | Tekst  | Kompozycja                                  | Aranżacja                                                   | Długość |
| -- | --------------------------------------------- | ------ | ------------------------------------------- | ----------------------------------------------------------- | ------- |
| 1. | „Beautiful you”                               | H.U.B. | Steve Smith, Anthony Anderson, Joleen Belle | Steve Smith, Anthony Anderson, Joleen Belle, Shinjirō Inoue | 4:37    |
| 2. | „Sennen koi uta” (jap. 千年恋歌)              | H.U.B. | Joe Hisaishi                                | Maestro-T                                                   | 4:01    |
| 3. | „Beautiful you” (Less Vocal)                  |        | Steve Smith, Anthony Anderson, Joleen Belle | Steve Smith, Anthony Anderson, Joleen Belle, Shinjirō Inoue | 4:37    |
| 4. | „Sennen koi uta” (jap. 千年恋歌) (Less Vocal) |        | Joe Hisaishi                                | Maestro-T                                                   | 4:01    |

| DVD | DVD                          | DVD     |
| Nr  | Tytuł utworu                 | Długość |
| --- | ---------------------------- | ------- |
| 1.  | „Beautiful you” (Video Clip) |         |
| 2.  | „Off Shot Movie”             |         |

### „Taiōshijinki version”
| CD | CD                                                   | CD            | CD                                          | CD                                                          | CD      |
| Nr | Tytuł utworu                                         | Tekst         | Kompozycja                                  | Aranżacja                                                   | Długość |
| -- | ---------------------------------------------------- | ------------- | ------------------------------------------- | ----------------------------------------------------------- | ------- |
| 1. | „Beautiful you”                                      | H.U.B.        | Steve Smith, Anthony Anderson, Joleen Belle | Steve Smith, Anthony Anderson, Joleen Belle, Shinjirō Inoue | 4:37    |
| 2. | „Sennen koi uta” (jap. 千年恋歌)                     | H.U.B.        | Joe Hisaishi                                | Maestro-T                                                   | 4:01    |
| 3. | „Sennen koi uta” (jap. 千年恋歌) (Korean ver.)       | Lim Bo-kyung. | Joe Hisaishi                                | Maestro-T                                                   |         |
| 4. | „Sennen koi uta” (jap. 千年恋歌) (Japanese Karaoke)) |               | Joe Hisaishi                                | Maestro-T                                                   | 4:01    |
| 5. | „Sennen koi uta” (jap. 千年恋歌) (Korean Karaoke))   |               | Joe Hisaishi                                | Maestro-T                                                   |         |
| 6. | „Beautiful you” (Less Vocal)                         |               | Steve Smith, Anthony Anderson, Joleen Belle | Steve Smith, Anthony Anderson, Joleen Belle, Shinjirō Inoue | 4:37    |
| 7. | „Sennen koi uta” (jap. 千年恋歌) (Less Vocal)        |               | Joe Hisaishi                                | Maestro-T                                                   | 4:01    |

| DVD | DVD                                                 | DVD     |
| Nr  | Tytuł utworu                                        | Długość |
| --- | --------------------------------------------------- | ------- |
| 1.  | „Beautiful you” (Video Clip)                        |         |
| 2.  | „Sennen koi uta” (jap. 千年恋歌) (Video Clip)       |         |
| 3.  | „Taiōshijinki TV Spot” (jap. 太王四神記 劇場版予告) |         |

## Notowania
| Lista                             | Pozycja |
| --------------------------------- | ------- |
| Oricon Weekly Singles Chart       | 1       |
| Billboard Japan Hot 100           | 10      |
| Billboard Japan Top Singles Sales | 3       |